# Table des caractères Unicode/U1800
Cette page contient des caractères spéciaux ou non latins. S’ils s’affichent mal (▯, ?, etc.), consultez la page d’aide Unicode.
Table des caractères Unicode U+1800 à U+18AF (6 144 à 6 319 en décimal) (traditionnellement écrits en présentation verticale de haut en bas, mais codés pour une présentation horizontale de gauche à droite).

## Mongol (ou bitchig)(Unicode 3.0 à 14.0)
Ponctuation, sélecteurs de variantes, chiffres, lettres de base (voyelles et consonnes) dans l’alphabet traditionnel mongol (ou bitchig) pour la transcription traditionnelle de la langue mongole, lettres supplémentaires todo, sîbées, mandchoues ou bouriate ; caractères ali gali d'extension mongole ou mandchoue (lettres et diacritiques) pour la transcription du sanskrit ou du tibétain.
Ces caractères sont utilisés dans les écritures mongoles traditionnelles, principalement en Mongolie mais surtout aujourd'hui dans le nord de la République populaire de Chine en Mongolie-Intérieure. Ils sont souvent écrits aujourd’hui horizontalement (de gauche à droite, contrairement aux autres écritures ouïghours dérivées des alphabets sémitiques), mais une présentation verticale traditionnelle (de haut en bas, avec une rotation des glyphes d’un quart de tour en sens horaire), dite kutakshar, est encore utilisée en Chine.
Les caractères U+180B à U+180D (codés en Unicode 3.0) et U+180F (ajouté en Unicode 14.0) sont des sélecteurs de variantes libres utilisés après un caractère mongol de base pour en modifier la forme glyphique quand cette forme est parfois signifiante et distinctive. Le caractère U+180E est un sélecteur de variante également utilisé mais après une voyelle mongole (généralement entre U+1820 et U+1827) ; certaines variantes de lettres ali gali, également utilisées pour la transcription du mandchou et d'autres langues non mongoles dont le sanskrit, sont cependant normalisées par des caractères de base distincts à partir de U+1887, sans nécessité d'utiliser un sélecteur de variante libre ou de variante de voyelle.
Les lettres mongoles forment des ligatures contextuelles (comme dans l’écriture arabe), non visibles dans la table où les caractères apparaissent sous leur forme isolée et non sous leur forme initiale, médiale ou finale. La table indique également leur transcription usuelle en écriture cyrillique pour l'alphabet de base, ainsi que des transcriptions en écriture tibétaine pour les signes ali gali.
Les caractères U+1885, U+1886 et U+18A9 sont des signes diacritiques supplémentaires pour la transcription du sanskrit et du tibétain, qui se combinent après la lettre de base qu’ils modifient. Ils sont affichés ici combinés avec la lettre damarou ali gali (U+1882), normalement en dessous de cette lettre pour la présentation verticale, sinon à droite en présentation horizontale.

### Table des caractères
Les polices de caractères utilisées compatibles avec Unicode représentent normalement les glyphes associés aux caractères pour leur présentation horizontale de gauche à droite, tournés d’un quart de tour.  Les tables ci-dessous doit normalement afficher les caractères mongols tournés dans leur présentation traditionnelle verticale de haut en bas sur les navigateurs modernes disposant de polices de caractères conformes à Unicode et OpenType et qui mettent en œuvre cette rotation et un ajustement des métriques et du positionnement des glyphes, grâce à un effet de style CSS writing-mode: vertical-lr; correspondant à cette orientation traditionnelle où les glyphes des caractères sont réorientés et juxtaposés le long d’une ligne de base verticale (et non horizontale avec la présentation par défaut), et où les lignes successives de texte devraient se succèdent de gauche à droite (et non de haut en bas avec la présentation par défaut).
Avec cette présentation verticale dans des textes multilingues utilisant également d’autres écritures, cette disposition ne modifie pas nécessairement l'orientation des glyphes de toutes les autres écritures non mongoles. Par exemple, les glyphes des sinogrammes, ponctuations ou symboles des textes chinois, coréens et japonais conservent leur orientation, seules les métriques et le positionnement relatif sont éventuellement modifiées ; les caractères jointifs des écritures jointives comme l’arabe, mais aussi latins, grecs ou cyrilliques pour les polices de style cursif sont réorientés sur une ligne de base verticale en les tournant d'un quart de tour ; mais les styles non jointifs des mêmes alphabets autorisent leurs polices à ne pas appliquer de rotation, mais seulement recentrer horizontalement leurs glyphes le long de la ligne de base horizontale (comme dans les mots des colonnes d'une grille de mots croisés à caractères latins, au moyen par exemple de l'inclusion de propriétés OpenType adaptées à cette présentation verticale). L’interprétation des propriétés bidirectionnelles des caractères dans cette présentation verticale est que les dispositions de gauche à droite (alphabets latins, grecs, cyrilliques, alphasyllabaires indiens, thaï, etc.) et de droite à gauche (abjads sémitiques) deviennent respectivement des dispositions de haut en bas et de bas en haut, indépendamment de leur possible réorientation par défaut de leurs glyphes (mais où cette réorientation est désactivée dans des polices de style non jointif et comportant des propriétés OpenType adaptées pour les recentrer sur la ligne de juxtaposition verticale ; si des polices de style non jointif non spécialement adaptées sont utilisées, leurs glyphes seront réorientés pour qu'il posent leur ligne de base le long de la ligne verticale de présentation, à l'exception des caractères de compatibilité sinographique, où les glyphes des lettres de ces alphabets, codés différemment en demi largeur ou en largeur pleine avec Unicode, sont proportionnés et centrés dans des cellules fixes de largeur fixe).
| en fr  | 0 | 1 | 2 | 3 | 4 | 5 | 6 | 7 | 8 | 9 | A | B         | C         | D         | E     | F         |
| ------ | - | - | - | - | - | - | - | - | - | - | - | --------- | --------- | --------- | ----- | --------- |
| U+1800 | ᠀ | ᠁ | ᠂ | ᠃ | ᠄ | ᠅ | ᠆ | ᠇ | ᠈ | ᠉ | ᠊ | S V L M 1 | S V L M 2 | S V L M 3 | S V M | S V L M 4 |
| U+1810 | ᠐ | ᠑ | ᠒ | ᠓ | ᠔ | ᠕ | ᠖ | ᠗ | ᠘ | ᠙ |   |           |           |           |       |           |
| U+1820 | ᠠ | ᠡ | ᠢ | ᠣ | ᠤ | ᠥ | ᠦ | ᠧ | ᠨ | ᠩ | ᠪ | ᠫ         | ᠬ         | ᠭ         | ᠮ     | ᠯ         |
| U+1830 | ᠰ | ᠱ | ᠲ | ᠳ | ᠴ | ᠵ | ᠶ | ᠷ | ᠸ | ᠹ | ᠺ | ᠻ         | ᠼ         | ᠽ         | ᠾ     | ᠿ         |
| U+1840 | ᡀ | ᡁ | ᡂ | ᡃ | ᡄ | ᡅ | ᡆ | ᡇ | ᡈ | ᡉ | ᡊ | ᡋ         | ᡌ         | ᡍ         | ᡎ     | ᡏ         |
| U+1850 | ᡐ | ᡑ | ᡒ | ᡓ | ᡔ | ᡕ | ᡖ | ᡗ | ᡘ | ᡙ | ᡚ | ᡛ         | ᡜ         | ᡝ         | ᡞ     | ᡟ         |
| U+1860 | ᡠ | ᡡ | ᡢ | ᡣ | ᡤ | ᡥ | ᡦ | ᡧ | ᡨ | ᡩ | ᡪ | ᡫ         | ᡬ         | ᡭ         | ᡮ     | ᡯ         |
| U+1870 | ᡰ | ᡱ | ᡲ | ᡳ | ᡴ | ᡵ | ᡶ | ᡷ | ᡸ |   |   |           |           |           |       |           |
| U+1880 | ᢀ | ᢁ | ᢂ | ᢃ | ᢄ | ᢂᢅ | ᢂᢆ | ᢇ | ᢈ | ᢉ | ᢊ | ᢋ         | ᢌ         | ᢍ         | ᢎ     | ᢏ         |
| U+1890 | ᢐ | ᢑ | ᢒ | ᢓ | ᢔ | ᢕ | ᢖ | ᢗ | ᢘ | ᢙ | ᢚ | ᢛ         | ᢜ         | ᢝ         | ᢞ     | ᢟ         |
| U+18A0 | ᢠ | ᢡ | ᢢ | ᢣ | ᢤ | ᢥ | ᢦ | ᢧ | ᢨ | ᢂᢩ | ᢪ |           |           |           |       |           |

#### Historique

##### Version initiale Unicode 3.0
| v · d · m | 0 | 1 | 2 | 3 | 4 | 5 | 6 | 7 | 8 | 9 | A | B         | C         | D         | E     | F |
| --------- | - | - | - | - | - | - | - | - | - | - | - | --------- | --------- | --------- | ----- | - |
| U+1800    | ᠀ | ᠁ | ᠂ | ᠃ | ᠄ | ᠅ | ᠆ | ᠇ | ᠈ | ᠉ | ᠊ | S V L M 1 | S V L M 2 | S V L M 3 | S V M |   |
| U+1810    | ᠐ | ᠑ | ᠒ | ᠓ | ᠔ | ᠕ | ᠖ | ᠗ | ᠘ | ᠙ |   |           |           |           |       |   |
| U+1820    | ᠠ | ᠡ | ᠢ | ᠣ | ᠤ | ᠥ | ᠦ | ᠧ | ᠨ | ᠩ | ᠪ | ᠫ         | ᠬ         | ᠭ         | ᠮ     | ᠯ |
| U+1830    | ᠰ | ᠱ | ᠲ | ᠳ | ᠴ | ᠵ | ᠶ | ᠷ | ᠸ | ᠹ | ᠺ | ᠻ         | ᠼ         | ᠽ         | ᠾ     | ᠿ |
| U+1840    | ᡀ | ᡁ | ᡂ | ᡃ | ᡄ | ᡅ | ᡆ | ᡇ | ᡈ | ᡉ | ᡊ | ᡋ         | ᡌ         | ᡍ         | ᡎ     | ᡏ |
| U+1850    | ᡐ | ᡑ | ᡒ | ᡓ | ᡔ | ᡕ | ᡖ | ᡗ | ᡘ | ᡙ | ᡚ | ᡛ         | ᡜ         | ᡝ         | ᡞ     | ᡟ |
| U+1860    | ᡠ | ᡡ | ᡢ | ᡣ | ᡤ | ᡥ | ᡦ | ᡧ | ᡨ | ᡩ | ᡪ | ᡫ         | ᡬ         | ᡭ         | ᡮ     | ᡯ |
| U+1870    | ᡰ | ᡱ | ᡲ | ᡳ | ᡴ | ᡵ | ᡶ | ᡷ |   |   |   |           |           |           |       |   |
| U+1880    | ᢀ | ᢁ | ᢂ | ᢃ | ᢄ | ᢂᢅ | ᢂᢆ | ᢇ | ᢈ | ᢉ | ᢊ | ᢋ         | ᢌ         | ᢍ         | ᢎ     | ᢏ |
| U+1890    | ᢐ | ᢑ | ᢒ | ᢓ | ᢔ | ᢕ | ᢖ | ᢗ | ᢘ | ᢙ | ᢚ | ᢛ         | ᢜ         | ᢝ         | ᢞ     | ᢟ |
| U+18A0    | ᢠ | ᢡ | ᢢ | ᢣ | ᢤ | ᢥ | ᢦ | ᢧ | ᢨ | ᢂᢩ |   |           |           |           |       |   |

##### Compléments Unicode 5.1
| v · d · m | 0 | 1 | 2 | 3 | 4 | 5 | 6 | 7 | 8 | 9 | A | B | C | D | E | F |
| --------- | - | - | - | - | - | - | - | - | - | - | - | - | - | - | - | - |
| U+18A0    |   |   |   |   |   |   |   |   |   |   | ᢪ |   |   |   |   |   |

##### Compléments Unicode 11.0
| v · d · m | 0 | 1 | 2 | 3 | 4 | 5 | 6 | 7 | 8 | 9 | A | B | C | D | E | F |
| --------- | - | - | - | - | - | - | - | - | - | - | - | - | - | - | - | - |
| U+1870    |   |   |   |   |   |   |   |   | ᡸ |   |   |   |   |   |   |   |

##### Compléments Unicode 14.0
| v · d · m | 0 | 1 | 2 | 3 | 4 | 5 | 6 | 7 | 8 | 9 | A | B | C | D | E | F         |
| --------- | - | - | - | - | - | - | - | - | - | - | - | - | - | - | - | --------- |
| U+1800    |   |   |   |   |   |   |   |   |   |   |   |   |   |   |   | S V L M 4 |